# 4374 Tadamori
4374 Tadamori је астероид главног астероидног појаса са средњом удаљеношћу од Сунца која износи 2,222 астрономских јединица (АЈ).
Апсолутна магнитуда астероида је 13,0.